# Aylin Kontente
Aylin Kontente (* 30. Juni 1982 in Izmir) ist eine türkische Schauspielerin.

## Leben und Karriere
Kontente wurde am 30. Juni 1982 in Izmir geboren. Sie studierte an der Universität des 9. September. Ihr Debüt gab sie 2003 in der Fernsehserie Kampüsistan. Dann trat sie 2007 in Sevgili Dünürüm auf. 2012 heiratete sie den türkischen Schauspieler  Alper Kul. Im selben Jahr spielte sie in Seksenler mit. Außerdem war sie 2017 in der Serie Tatlım Tatlım zu sehen.

## Filmografie
Filme
- 2008: Son Ders: Aşk ve Üniversite
- 2009: Kirpi
- 2014: Olur Olur

Serien
- 2003: Kampüsistan
- 2006: Yaprak Dökümü
- 2006: Avrupa Yakası
- 2007: Sevgili Dünürüm
- 2007: Sır Gibi
- 2008: Limon Ağacı
- 2009: Haneler
- 2011: Yıldız Masalı
- 2012: Seksenler
- 2017: Tatlım Tatlım

Sendung
- 2012: İnsanlar Alemi
- seit 2013: Güldür Güldür